# 沙河营镇
沙河营镇，是中华人民共和国陕西省汉中市城固县下辖的一个乡镇级行政单位。

## 行政区划
沙河营镇下辖以下地区：
官井村、沙河营村、张家咀村、安乐堂村、西湾村、郑家营村、梁家庵村、建安村、袁家营村、司家铺村、刘家乡村和叶家堡村。